# Alain Claude Sulzer

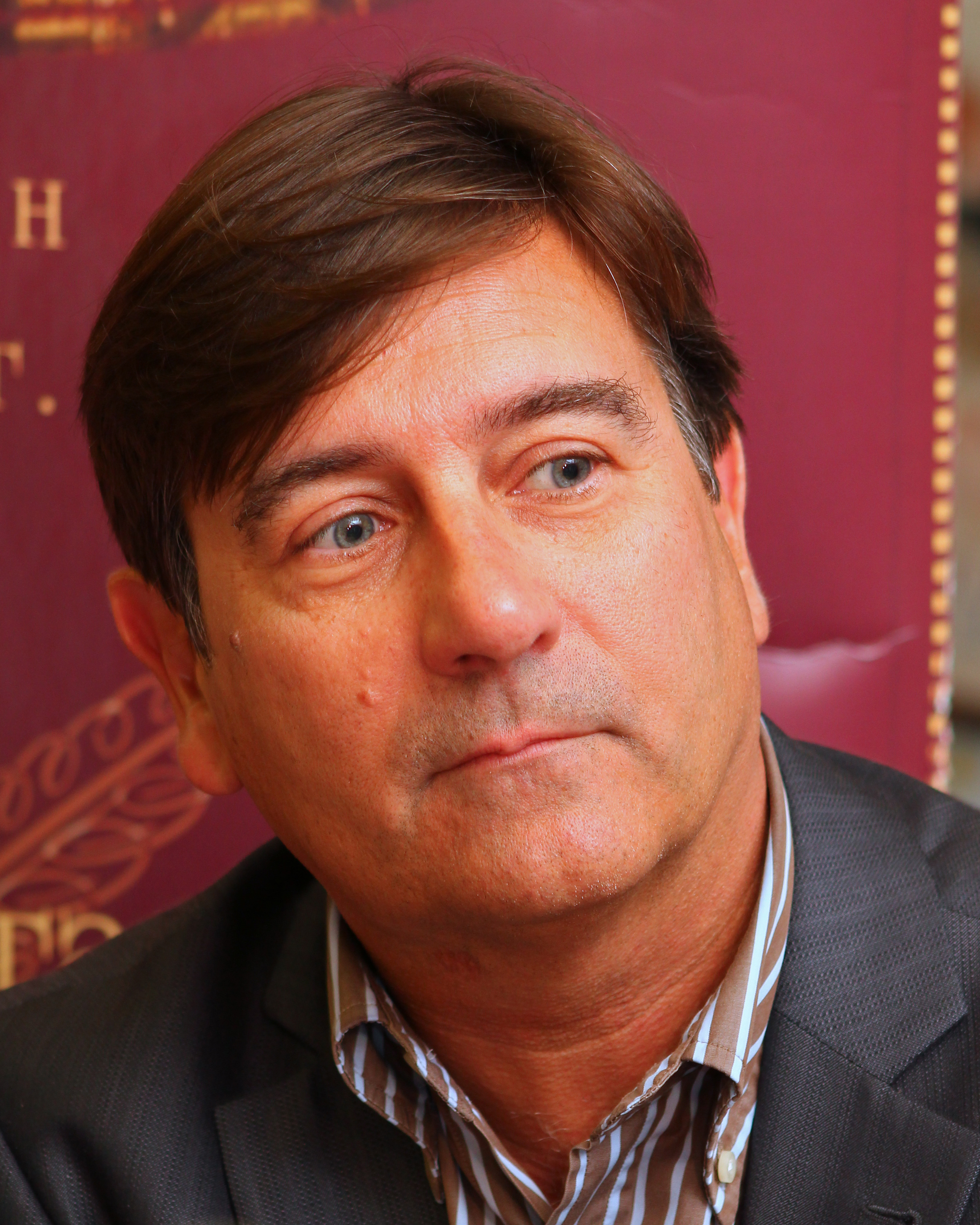
Alain Claude Sulzer (2011)

Alain Claude Sulzer (* 17. Februar 1953 in Riehen) ist ein Schweizer Schriftsteller und Übersetzer.

## Leben
Sulzer absolvierte eine Ausbildung zum Bibliothekar und war später als Journalist tätig. Seit den 1980er Jahren veröffentlicht er eigene literarische Texte, vorwiegend Prosa. Daneben hat er einige Werke aus dem Französischen übersetzt. 1990 nahm er am Ingeborg-Bachmann-Wettbewerb in Klagenfurt teil; von 2008 bis 2011 war er Mitglied der dortigen Jury. Mit seinen Romanen Aus den Fugen und Unhaltbare Zustände kam er 2012 resp. 2019 auf die Shortlist für den Schweizer Buchpreis. Er ist Mitgründer des PEN Berlin. Sulzer lebt heute in Basel, im elsässischen Vieux-Ferrette und in Berlin.

## Auszeichnungen
- 1984 Rauriser Literaturpreis
- 1999 Schillerpreis der Zürcher Kantonalbank
- 2003 Werkbeitrag der Stiftung Pro Helvetia
- 2005 Einzelwerkpreis der Schweizerischen Schillerstiftung
- 2008 Prix Médicis étranger für Un garçon parfait (Ein perfekter Kellner, Übersetzung: Johannes Honigmann)
- 2009 Prix des auditeurs de la Radio Suisse Romande für Un garçon parfait
- 2009 Hermann-Hesse-Literaturpreis für Privatstunden
- 2013 Kulturpreis der Stadt Basel
- 2014 Literaturpreis des Freien Deutschen Autorenverbands
- 2025: Solothurner Literaturpreis

## Werke
- Das Erwachsenengerüst. Roman. List, München 1983, ISBN 3-471-78622-8
- Bergelson. Erzählung. List, München 1985, ISBN 3-471-78626-0
- Das Künstlerzimmer. Erzählungen. Klett-Cotta, Stuttgart 1988, ISBN 3-608-95580-1
- Die siamesischen Brüder. Roman. Klett-Cotta, Stuttgart 1990, ISBN 3-608-95702-2
- Urmein. Roman. Klett-Cotta, Stuttgart 1998, ISBN 3-608-93447-2
- Annas Maske. Novelle. Epoca, Zürich 2001, ISBN 3-905513-23-4; Suhrkamp, Frankfurt am Main 2006, ISBN 3-518-45785-3
- Ein perfekter Kellner. Roman. Epoca, Zürich 2004, ISBN 3-905513-36-6; Suhrkamp, Frankfurt am Main 2006, ISBN 3-518-45741-1
- Privatstunden. Roman. Epoca, Zürich 2007, ISBN 978-3-905513-43-1; Suhrkamp, Frankfurt am Main 2009, ISBN 978-3-518-46111-2
- Zur falschen Zeit. Roman. Galiani, Berlin 2010, ISBN 978-3-86971-019-8
- Aus den Fugen. Roman. Galiani, Berlin 2012, ISBN 978-3-86971-059-4
- Basel. Hoffmann und Campe, Hamburg 2013, ISBN 978-3-455-50252-7
- Postskriptum. Roman. Galiani, Berlin 2015, ISBN 978-3-86971-115-7
- Die Jugend ist ein fremdes Land. Galiani, Berlin 2017, ISBN 978-3-86971-150-8
- Unhaltbare Zustände. Galiani, Berlin 2019, ISBN 978-3-86971-194-2[4]
- Doppelleben. Roman. Galiani, Berlin 2022, ISBN 978-3-86971-249-9.
- Fast wie ein Bruder. Roman. Galiani, Berlin 2024, ISBN 978-3-86971-294-9.[5]

### Herausgeberschaft
- Das literarische Menü. Insel, Frankfurt am Main:
  - Band 1, zusammengestellt von Eckart Witzigmann, 1997, ISBN 3-458-16875-3
  - Band 2, zusammengestellt von Heinz Winkler, 1998, ISBN 3-458-16929-6
- Antonius Anthus: Vorlesungen über die Esskunst. Eichborn, Frankfurt am Main 2006, ISBN 3-8218-4578-3

### Übersetzungen
- Jean Echenoz: Ein malaysischer Aufruhr. Klett-Cotta, Stuttgart 1989, ISBN 3-608-95546-1
- Julien Green: Tagebücher 1926–1942. List, München 1991, ISBN 3-471-77665-6 (darin: 1935–1939)
- Julien Green: Tagebücher 1943–1954. List, München 1992, ISBN 3-471-77667-2 (darin: 1943–1945)
- Jules Renard: Die Magd Ragotte. Klett-Cotta, Stuttgart 1991, ISBN 3-608-95342-6
- Daniel Stauben: Eine Reise zu den Juden auf dem Lande. Ölbaum, Augsburg 1986, ISBN 3-9800983-4-6